# Debelt

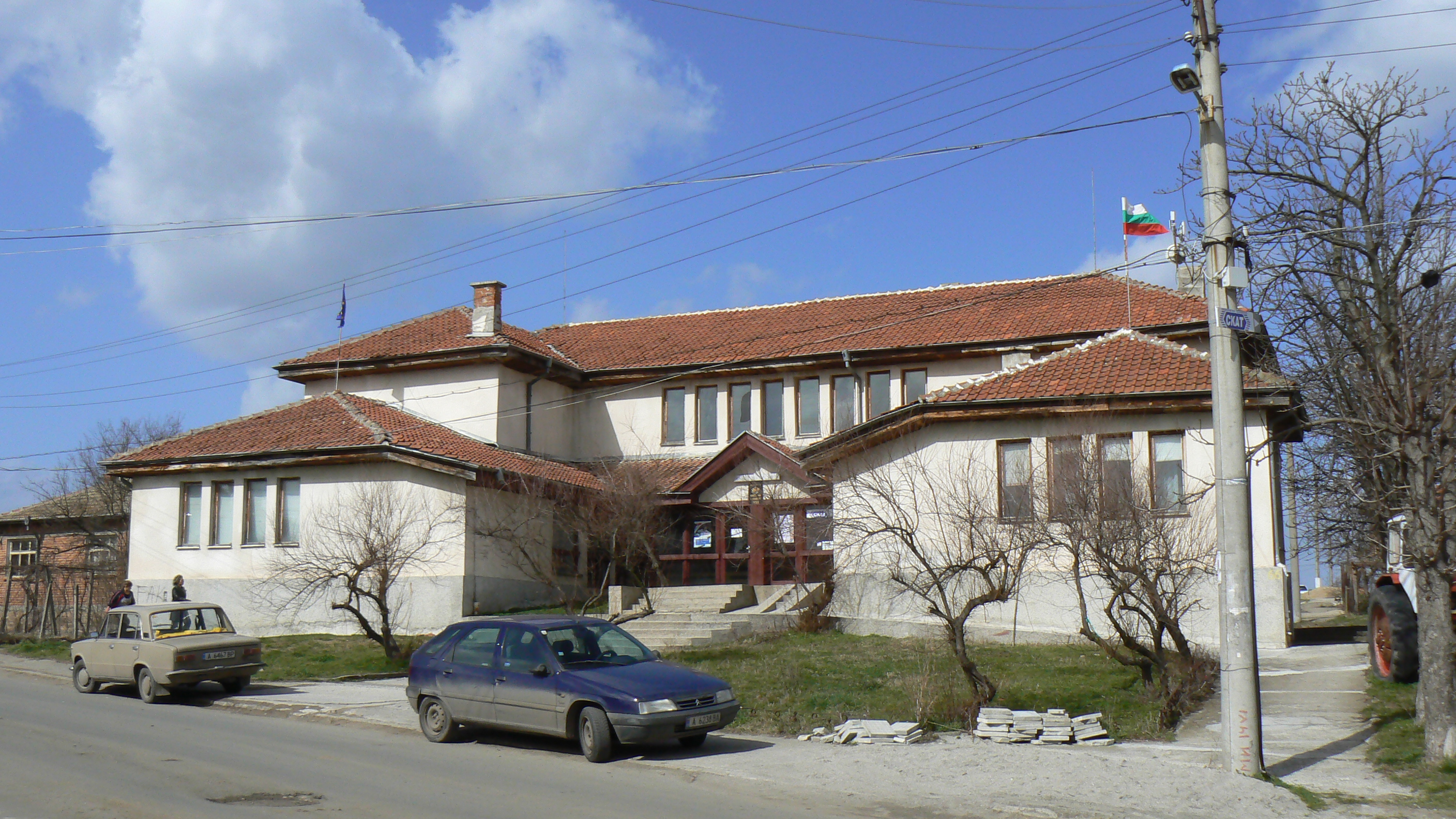
Prefeitura de Debelt.

Debelt ou Develt é uma vila no município de Sredets na província de Burgas, no sudeste da Bulgária, a 17 quilômetros de Burgas. Sua população é 1 574. O assentamento foi fundado por volta do século II pelo imperador romano Vespasiano e era chamado na época de Deulto (Deultum), a única colônia romana em terras búlgaras durante a dinastia flaviana. Durante o período bizantino, a cidade era conhecida como Develto (em grego: Δεβελτός).